# Tomás De Vincenti
Tomás Sebastián De Vincenti, född 9 februari 1989, är en argentinsk fotbollsspelare som spelar för Excursionistas.

## Karriär
Den 25 juni 2018 återvände De Vincenti till APOEL, där han skrev på ett treårskontrakt.